# Belik (Belik)
Belik is een bestuurslaag in het regentschap Pemalang van de provincie Midden-Java, Indonesië. Belik telt 12.289 inwoners (volkstelling 2010).